# Petaurista
Petaurista és un gènere de rosegadors esciüromorfs de la família dels esciúrids coneguts comunament com a esquirols voladors gegants. Són propis d'Àsia.

## Taxonomia
Se n'han descrit les següents espècies:
- Esquirol volador blanc i vermell (Petaurista alborufus)
- Esquirol volador tacat (Petaurista elegans)
- Esquirol volador japonès gegant (Petaurista leucogenys)
- Esquirol volador de Hodgson (Petaurista magnificus)
- Petaurista mechukaensis
- Petaurista mishmiensis
- Esquirol volador de Bhutan (Petaurista nobilis)
- Esquirol volador gegant (Petaurista petaurista)
- Esquirol volador de l'Índia (Petaurista philippensis)
- Petaurista siangensis
- Petaurista tetyukhensis †[2]
- Esquirol volador xinès (Petaurista xanthotis)